# Schöningen

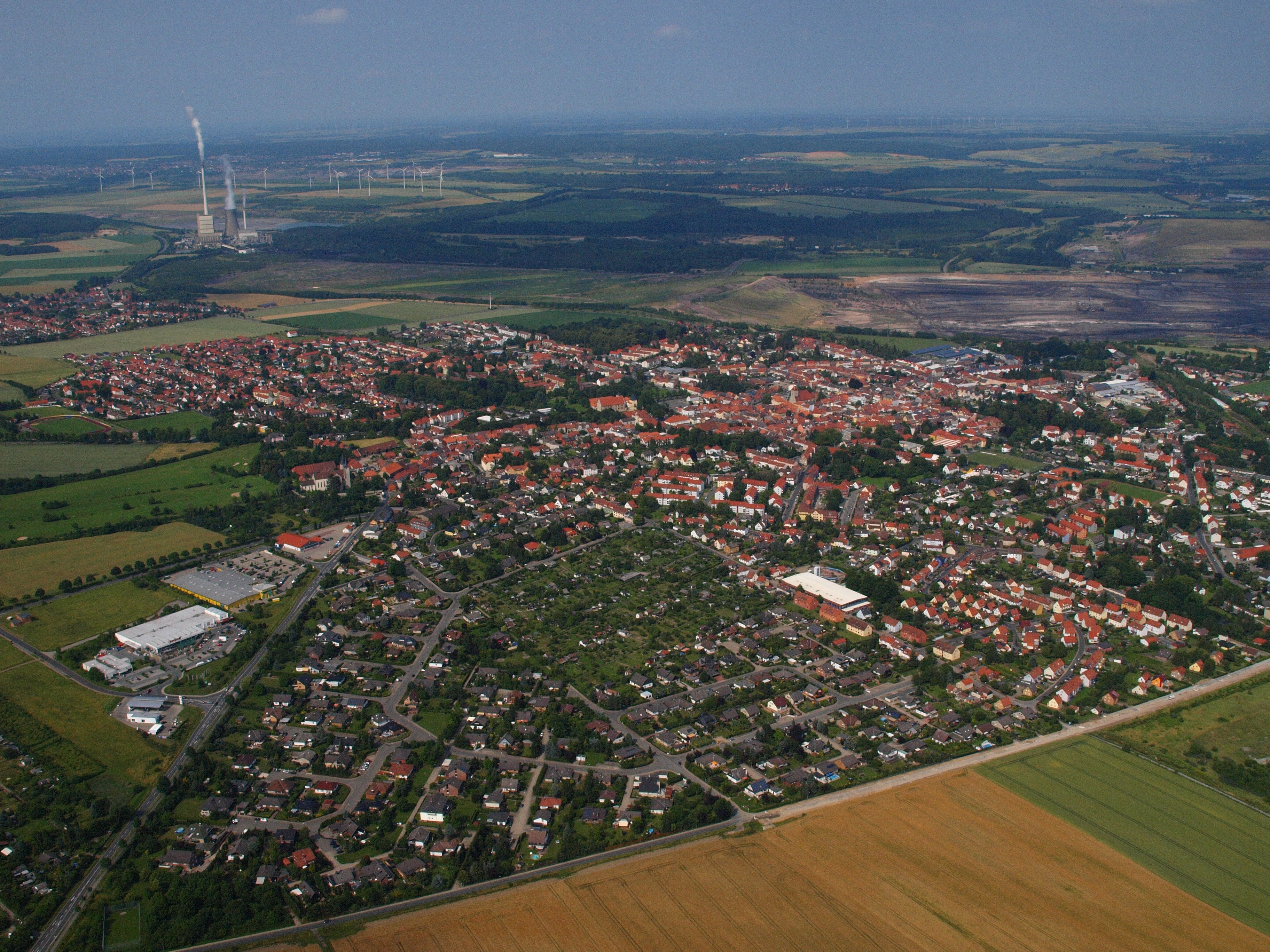
Schöningen von Süden aus gesehen, im Hintergrund das Kraftwerk Buschhaus und der Tagebau

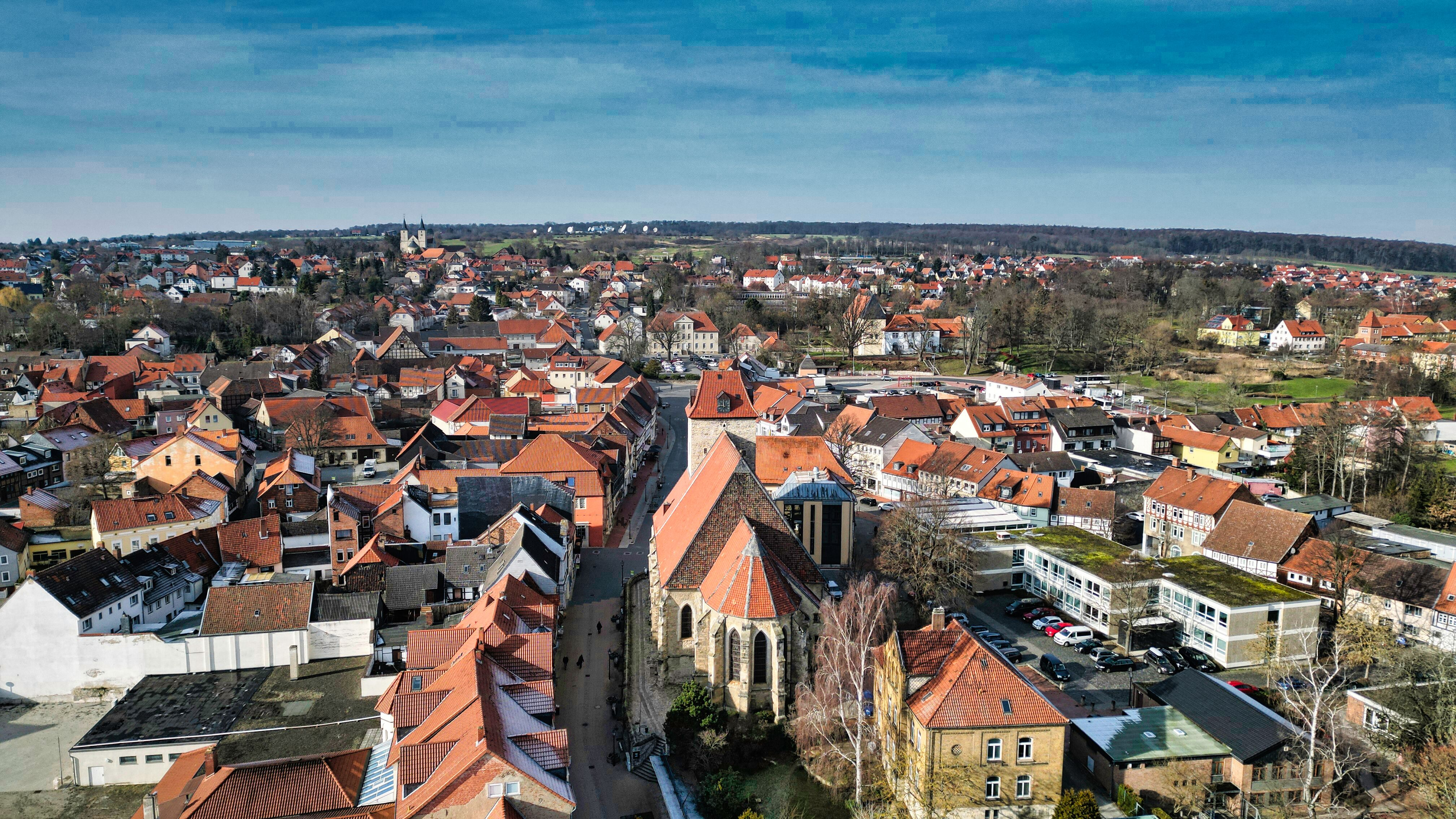
Blick über die Stadtmitte, im Hintergrund der Elm

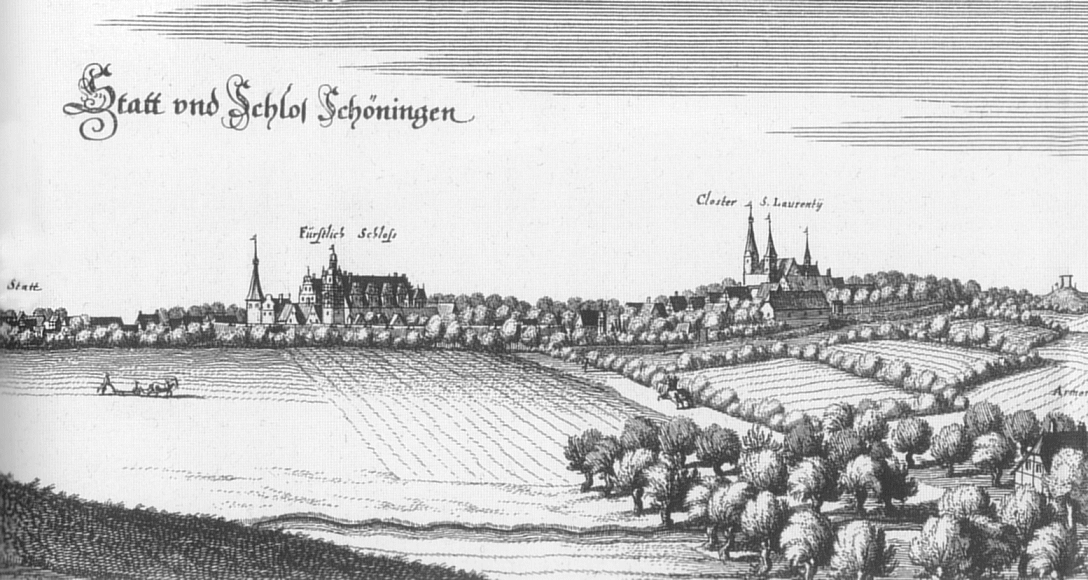
Merian-Stich von Schöningen um 1654

Schöningen ist eine Stadt im Landkreis Helmstedt am Höhenzug Elm. Sie liegt etwa elf Kilometer südwestlich der niedersächsischen Kreisstadt Helmstedt an der Grenze zu Sachsen-Anhalt.

## Stadtgliederung
Die Stadt Schöningen ist eine Einheitsgemeinde und gliedert sich in drei Stadtteile:
- Kernstadt
- Esbeck
- Hoiersdorf

## Geschichte
Im Gebiet um Schöningen hielten sich bereits während der Altsteinzeit Frühmenschen auf. Innerhalb des ehemaligen Tagebaus Schöningen wurden 1994 bei Ausgrabungen die rund 200.000 Jahre alten "Schöninger Speere" gefunden. Die Wurfgeräte sind die ältesten vollständig erhaltenen Jagdwaffen, die einen wichtigen Beleg für die aktive Jagd des Homo heidelbergensis darstellen. Die seither anhaltenden Ausgrabungen im Tagebau Schöningen führten zu weiteren bedeutenden Entdeckungen, wie dem Fund des Wurfstocks von Schöningen als ältestem Exemplar weltweit, dem Fund des Waldelefanten von Schöningen und dem Fund von mehreren Säbelzahnkatzen. 2023 wurden hier drei Fußabdrücke des Homo heidelbergensis freigelegt, die etwa 300 000 Jahre alt sein sollen und damit die ältesten jemals entdeckten menschlichen Fußabdrücke weltweit sind.
Eine durchgehende Besiedlung ist für die Stadt Schöningen, die wegen ihrer Salzvorkommen besondere Bedeutung erlangte, seit etwa Christi Geburt nachweisbar. Sie war in karolingischer Zeit Königshof, wurde 747 zusammen mit Ohrum erstmals urkundlich erwähnt als „Scahaningi“ und ist damit der älteste Ort im ehemaligen Herzogtum Braunschweig. Bereits damals gab es hier die Saline Schöningen. Sowohl Pippin der Jüngere als auch Karl der Große sind auf ihren Kriegszügen in Schöningen eingezogen. 994 und 995 hielt auch König Otto III. mehrmals hier Hoflager, dessen Kanzler Erzbischof Willigis von Mainz in Schöningen geboren sein soll. Mehrere Adelsgeschlechter hatten am Elmrand ihren Sitz und im 13. Jahrhundert wurde dem Deutsch-Ritter-Orden die im Elm nahe Schöningen liegende Elmsburg übertragen. Die Edelherren von Warberg waren reichsunmittelbar und nur dem König untertan. Als das Geschlecht in Fehden verarmte, trug es seine Besitztümer den Welfen als Lehen auf. Die Welfen hatten bereits um 1347 mit dem Schloss Schöningen eine starke Befestigung zum Schutz ihrer östlichen Landesgrenze angelegt.
Von 1949 bis 1989 lag Schöningen im Zonenrandgebiet, unmittelbar an der innerdeutschen Grenze. 1976 wurde die Fußgängerzone eröffnet. 1989 berichtete Der Spiegel über eine Abhörstation der NSA. Am 19. November 1989 wurde im Zuge der Wende die Grenze geöffnet und die Straße in den Nachbarort Hötensleben mit der Brücke über die Schöninger Aue freigegeben.
Im Jahr 1997 war Schöningen Ausrichter des Kulturfestes Tag der Braunschweigischen Landschaft.

### Eingemeindungen
Am 1. April 1971 wurde ein Großteil des Gebietes der aufgelösten Gemeinde Alversdorf eingegliedert. Am 1. März 1974 kamen Esbeck und Hoiersdorf hinzu.

## Religionen

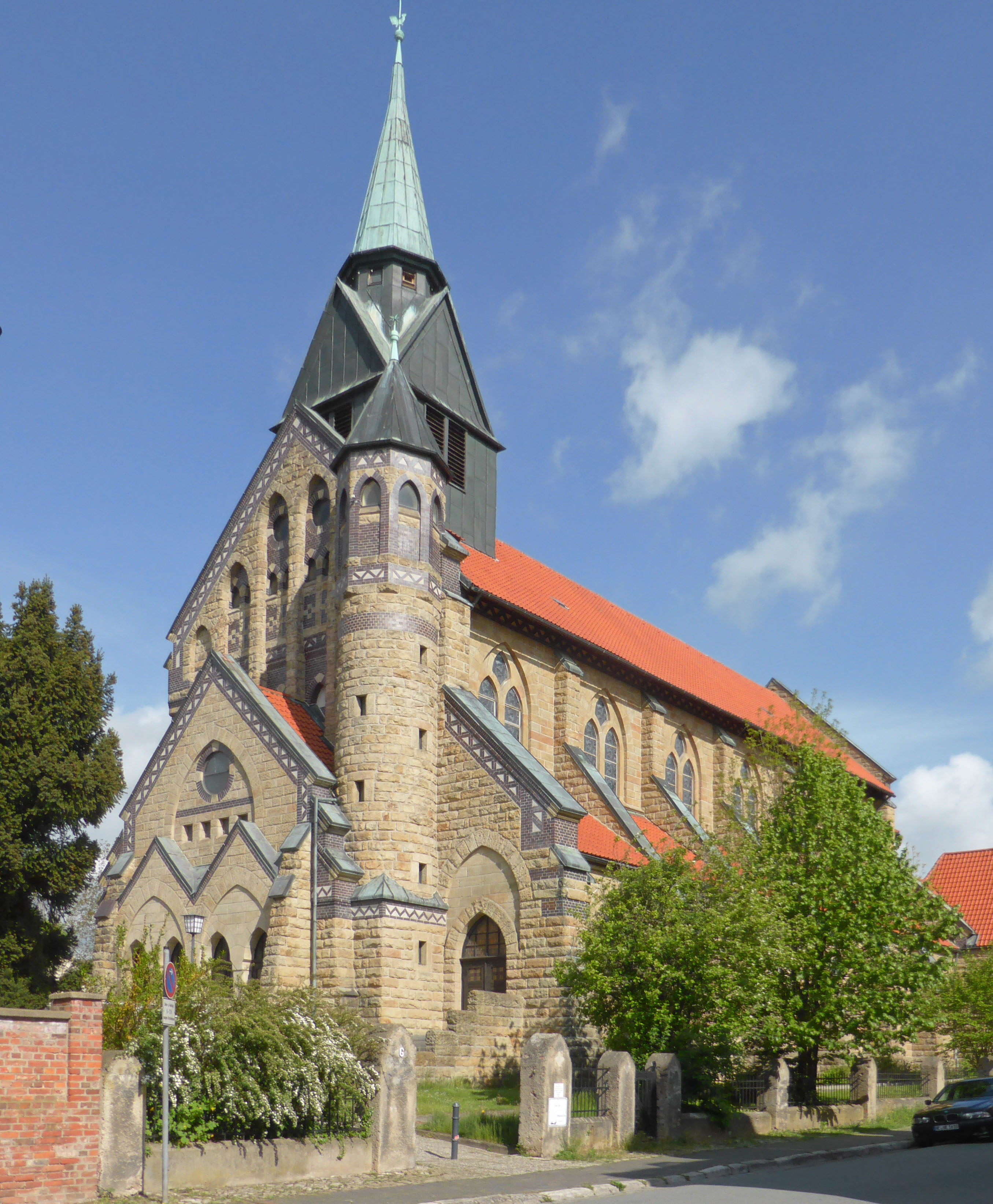
Katholische Kirche

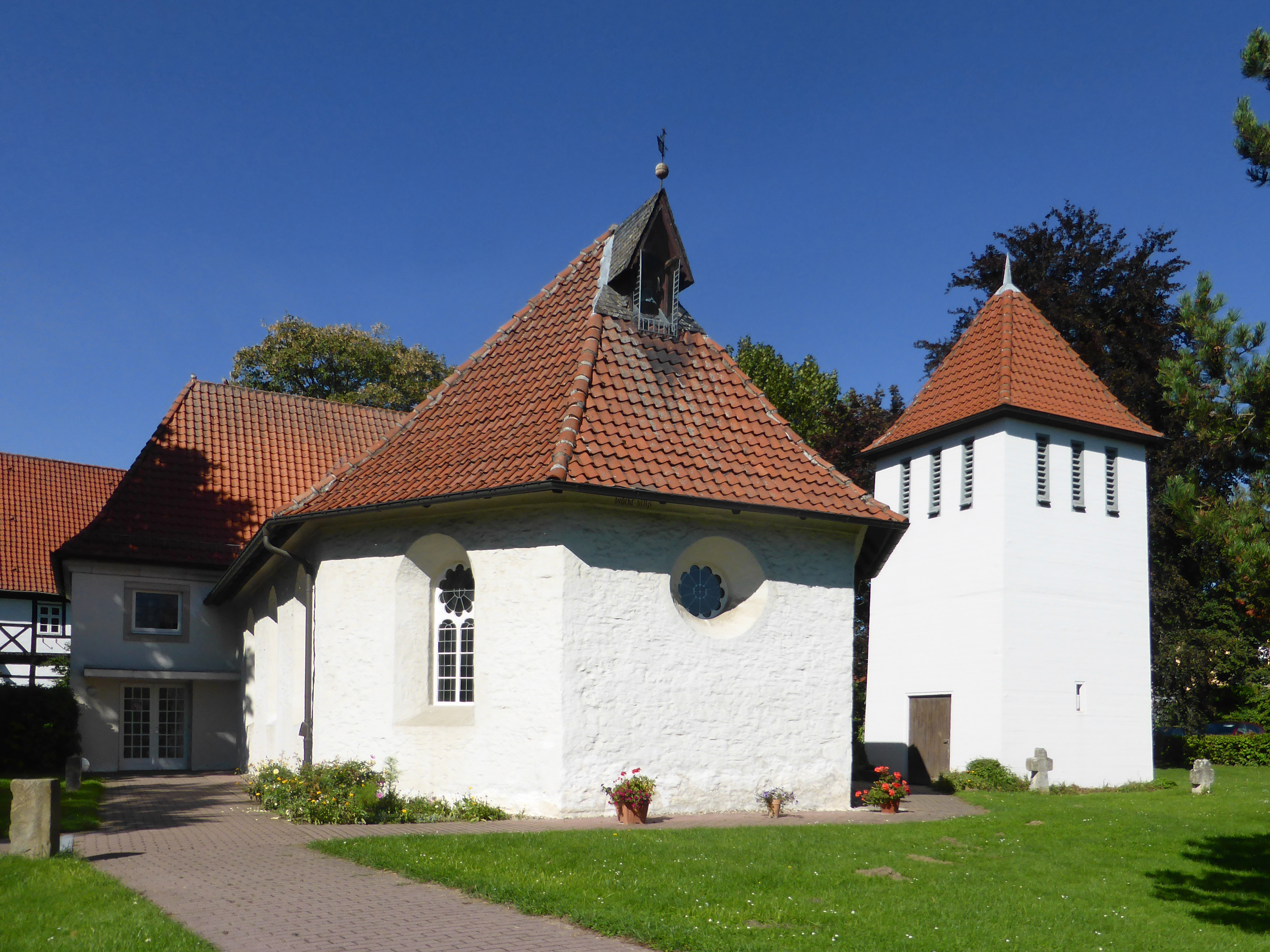
Clus-Kirche

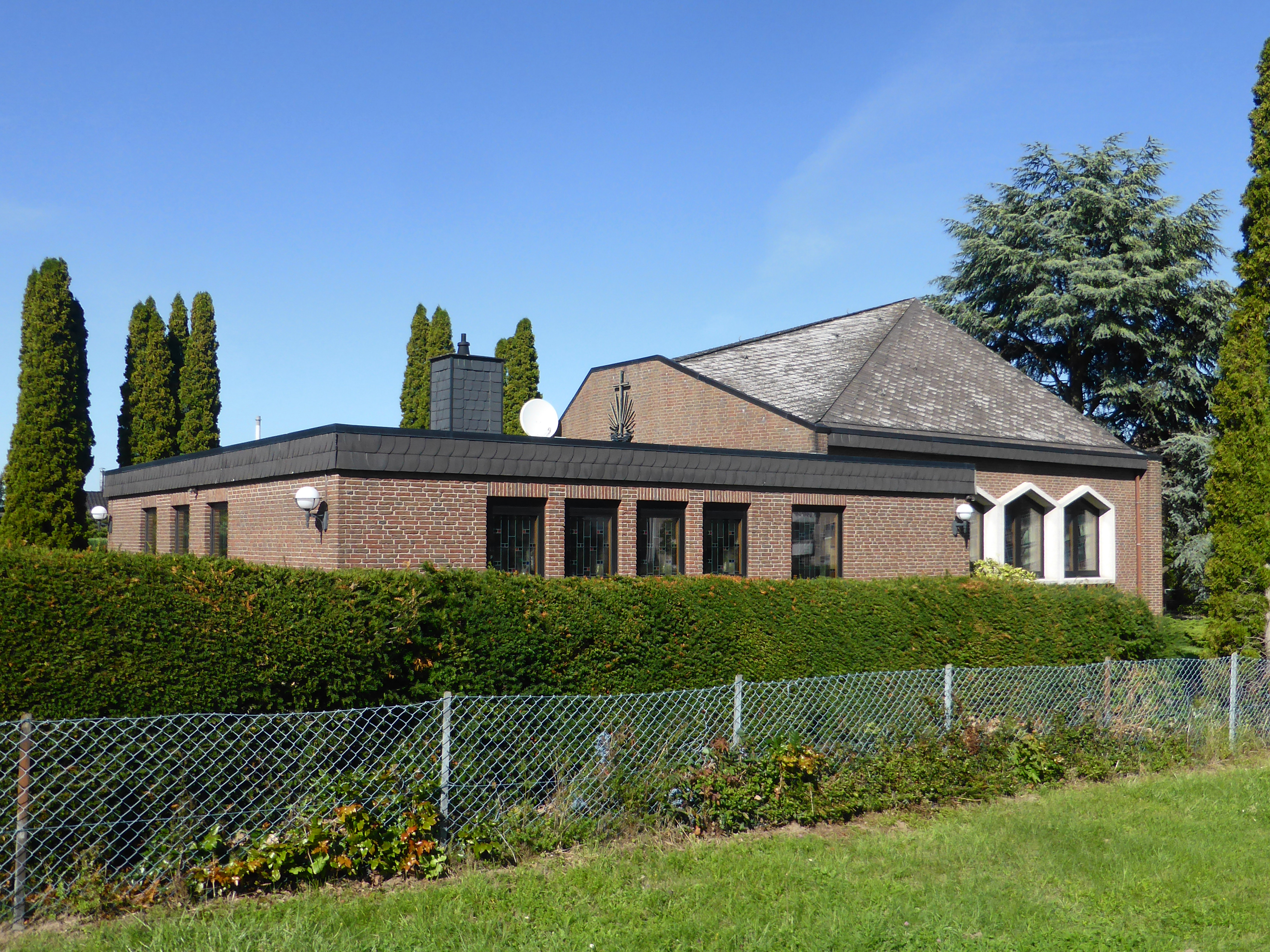
Neuapostolische Kirche

Die evangelisch-lutherischen Kirchengemeinden mit den Kirchen Clus an der Helmstedter Straße, St. Lorenz an der Klosterfreiheit und St. Vincenz neben dem Rathaus gehören zur Propstei Helmstedt der Evangelisch-lutherischen Landeskirche in Braunschweig. In den Ortsteilen Esbeck und Hoiersdorf befinden sich weitere evangelisch-lutherische Kirchen.
Die katholische Kirche Maria Hilfe der Christen, umgangssprachlich auch kurz St. Marien genannt, befindet sich an der Anna-Sophien-Straße. Die 1907/08 von Maximilian Jagielski erbaute Kirche ist heute eine der ältesten Kirchen im Dekanat Wolfsburg-Helmstedt. Heute gehören zur Pfarrgemeinde Schöningen auch die katholischen Kirchen in Jerxheim und Neu Büddenstedt.
Die Christuskirche an der Helmstedter Straße, 1985 errichtet, gehört zum Bund Evangelisch-Freikirchlicher Gemeinden in Deutschland (Baptisten). 
Eine Neuapostolische Kirche befindet sich an der Danziger Straße. Von 1908 an bildete sich die Kirchengemeinde, die heute zum Kirchenbezirk Braunschweig gehört. In den 1960er Jahren wurde das erste Gotteshaus am Kampweg errichtet, in den 1980er Jahren die heutige Kirche.
Ferner sind die Zeugen Jehovas in Schöningen vertreten.

## Politik

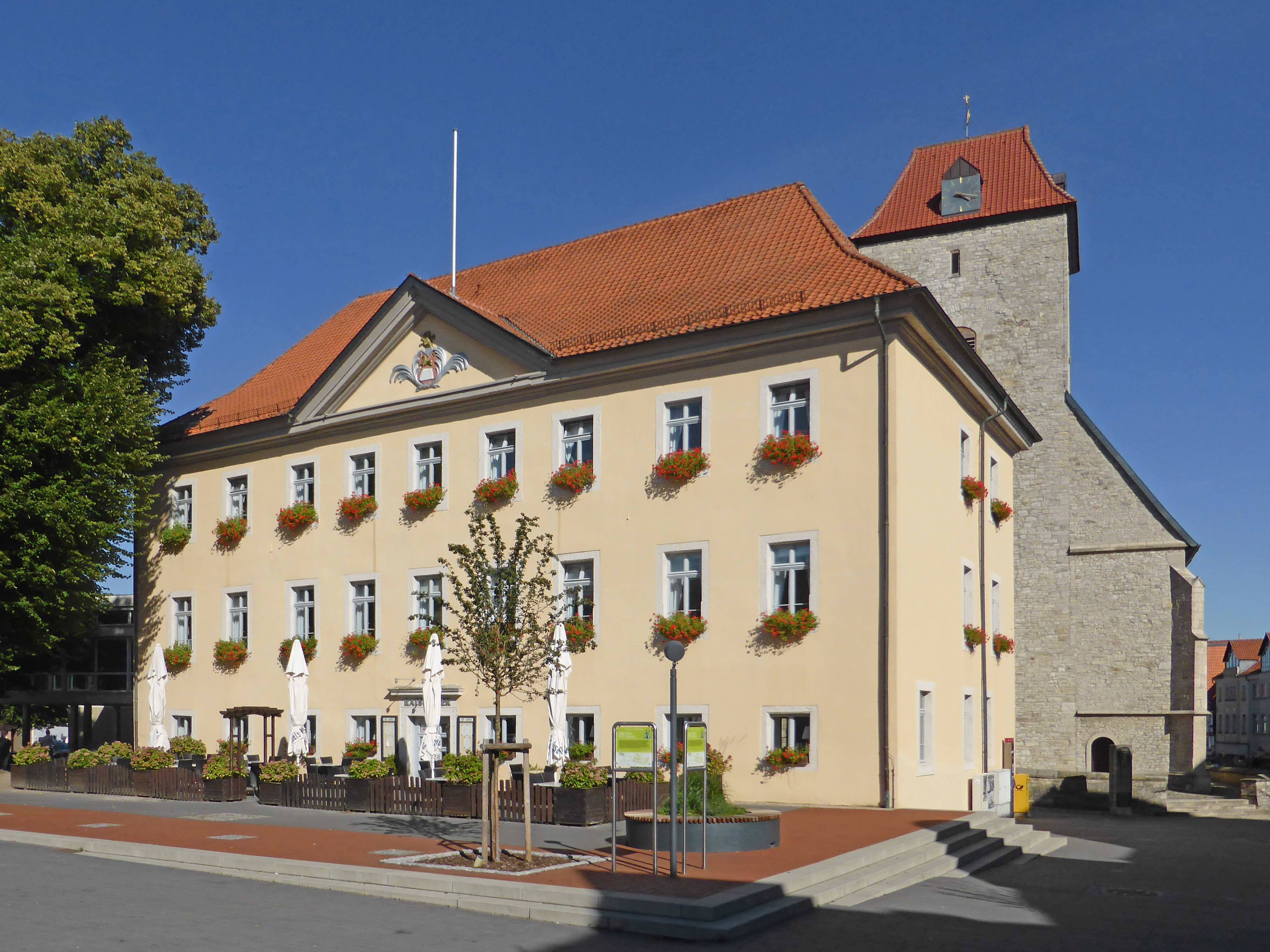
Altes Rathaus, dahinter die St.-Vincenz-Kirche

### Rat
Der Rat der Stadt Schöningen zählt 30 Ratsmitglieder. Die Sitzverteilung stellt sich seit der letzten Kommunalwahl am 12. September 2021 wie folgt dar:
| Parteien und Wählergemeinschaften | Parteien und Wählergemeinschaften                              | % 2011  | Sitze 2011 | % 2006  | Sitze 2006 | % 2016  | Sitze 2016 | % 2021 | Sitze 2021 |
| SPD                               | Sozialdemokratische Partei Deutschlands                        | 57,73   | 17         | 52,81   | 16         | 39,38   | 11         | 40,13  | 11         |
| CDU                               | Christlich Demokratische Union Deutschlands                    | 28,25   | 9          | 29,78   | 9          | 34,64   | 10         | 30,21  | 8          |
| GRÜNE                             | Bündnis 90/Die Grünen                                          | 4,90    | 2          | 3,82    | 1          | 6,09    | 2          | 10,25  | 3          |
| UWG-ZIEL                          | Unabhängige Wählergemeinschaft-ZukunftsInitiative Elm-Lappwald | –       | –          | –       | –          | –       | –          | 9,77   | 3          |
| AfD                               | Alternative für Deutschland                                    | –       | –          | –       | –          | –       | –          | 6,85   | 2          |
| LINKE                             | Die Linke                                                      | –       | –          | –       | –          | –       | –          | 2,79   | 1          |
| UWG                               | Unabhängige Wählergemeinschaft                                 | 8,08    | 2          | 9,44    | 3          | 10,04   | 3          | –      | –          |
| ZIEL                              | ZukunftsInitiative Elm-Lappwald                                | –       | –          | –       | –          | 5,00    | 1          | –      | –          |
| FDP                               | Freie Demokratische Partei                                     | 1,02    | –          | 4,13    | 1          | 1,99    | –          | –      | –          |
|                                   | Einzelbewerber Schliephake                                     | –       | –          | –       | –          | 2,08    | 1          | –      | –          |
|                                   | Einzelbewerber Schwarzer                                       | –       | –          | –       | –          | 0,78    | –          | –      | –          |
| gesamt                            | gesamt                                                         | 100     | 30         | 100     | 30         | 100     | 28         | 100    | 28         |
| Wahlbeteiligung in %              | Wahlbeteiligung in %                                           | 50,22 % | 50,22 %    | 46,66 % | 46,66 %    | 47,92 % | 47,92 %    | 49,96  | 49,96      |

#### Ortsrat Esbeck
Bei der Ortsratswahl 2011 in Esbeck gaben 811 von 1.284 wahlberechtigten Personen gaben ihre Stimmen ab. Die Wahlbeteiligung lag bei 65,81 %.
- SPD (50,69 %, 7 Sitze)
- Bündnis 90/Die Grünen (5,47 %, 1 Sitz)
- Esbecker Wählergemeinschaft (43,83 %, 5 Sitze)

Wahl 2016:
- SPD: 4 Sitze
- Bündnis 90/Die Grünen: 1 Sitz
- EW: 8 Sitze

#### Ortsrat Hoiersdorf
Bei der Ortsratswahl 2011 in Hoiersdorf gaben 410 von 700 wahlberechtigten Personen gaben ihre Stimmen ab. Die Wahlbeteiligung lag bei 59,85 %.
- HBL (50,69 %, 7 Sitze)

### Bürgermeister
Bei der Stichwahl um das Amt des Bürgermeisters der Stadt Schöningen setzte sich am 26. Februar 2012 der parteilose Kandidat Henry Bäsecke mit 78,5 Prozent der abgegebenen Stimmen gegen Knut Gödecke durch. Henry Bäsecke war vom 1. März 2012 bis 29. Februar 2020 hauptamtlicher Bürgermeister und damit Nachfolger von Matthias Wunderling-Weilbier, der in das Amt des Landrats des Landkreises Helmstedt gewechselt ist.
Mit Wahl vom 10. November 2019 setzte sich Malte Schneider (parteilos) mit 66,13 Prozent gegen seinen Mitbewerber Markus Sobotta (parteilos) durch. Schneider trat sein Amt als Bürgermeister der Stadt Schöningen am 1. März 2020 an. Henry Bäsecke kandidierte aus Altersgründen nicht erneut.

### Städtepartnerschaften
Die Stadt Schöningen unterhält Städtepartnerschaften mit Beni Hassen in Tunesien (seit 1955), mit Solotschiw in der Ukraine (seit 1996), mit Outokumpu in Finnland (seit 2000) sowie mit Oschersleben (Bode) in Sachsen-Anhalt (seit 1990).

## Kultur und Sehenswürdigkeiten

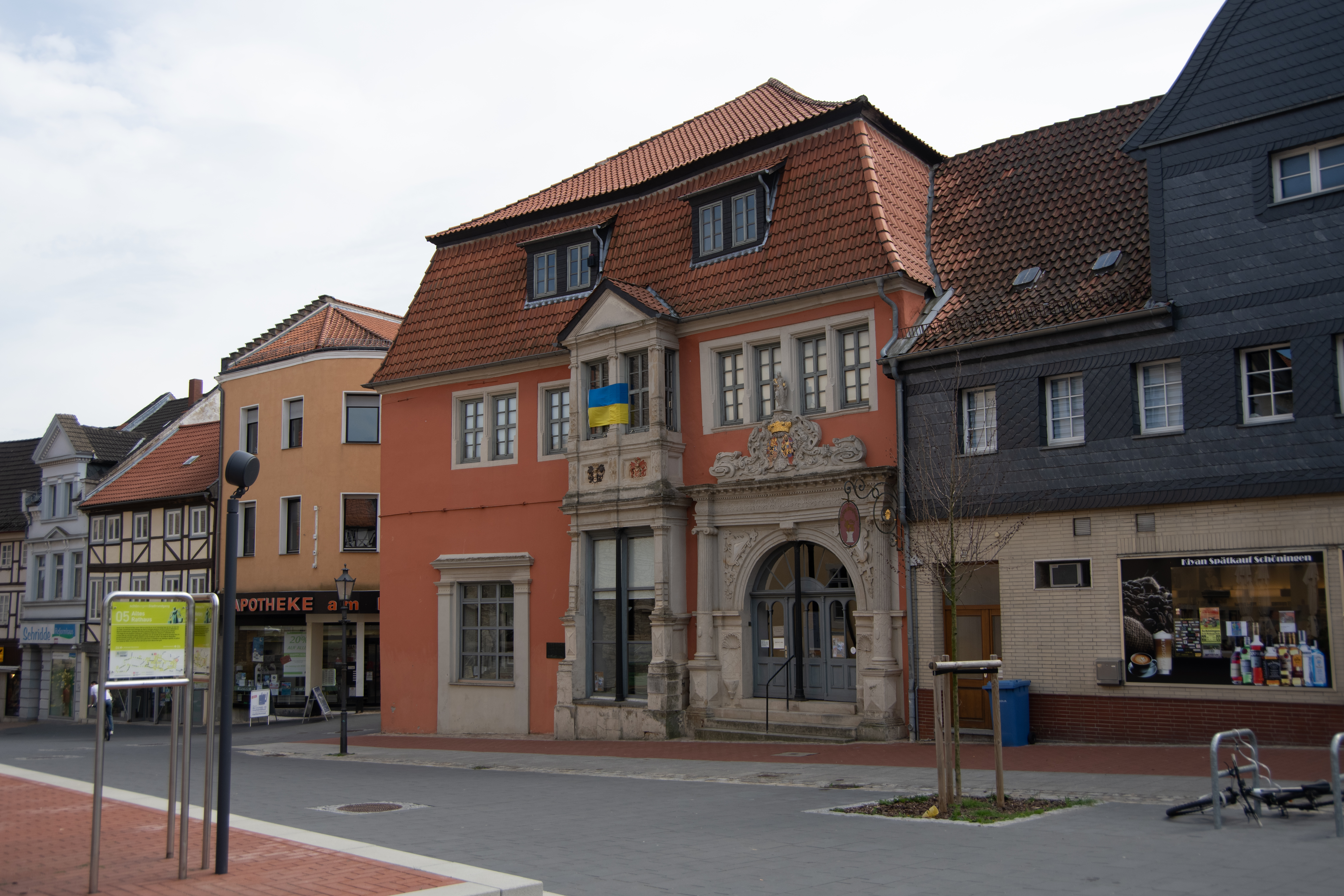
Heimatmuseum Schöningen in der früheren Lateinschule Anna-Sophianeum

Das im Herbst 1981 wiedereröffnete städtische Heimatmuseum Schöningen ist in dem 1593 errichteten Renaissancegebäude der alten Lateinschule Anna-Sophianeum (Markt 33) untergebracht. Es gibt einen Überblick über die Entwicklung der Region seit der Vorgeschichte.
Das vermutliche Geburtshaus des Mainzer Erzbischofs Willigis (* ca. 940; † 1011) befand sich in der Salzstraße im Stadtzentrum. Das Mainzer Stadtwappen soll auf ihn zurückgehen. Eine Gedenktafel an dem heute dort stehenden Haus, dem ältesten erhaltenen Schöningens aus dem Jahr 1568, weist auf dieses Ereignis hin.
2004 wurde im Torhäuschen des Schöninger Schlosses ein Seilereimuseum eingerichtet. Dieses Museum bezog sich auf eine in Schöningen über 200-jährige Tradition. Dort konnte man unter anderem Ausstellungsstücke und Seilerwerkzeuge aus früherer Zeit besichtigen. Anfang 2020 wurde das Seilereimuseum geschlossen, da der Museumsbetreiber, Seilermeister Walter Lutze, verstorben war, und sein Nachlass dem geplanten Deutschen Hafenmuseum in Hamburg zur Verfügung gestellt wurde. Im Torhäuschen ist seit 2021 eine Ausstellung über die Bergbaugeschichte Schöningens zu sehen.
Für eine Fremdenverkehrskampagne und um sich besser zu repräsentieren, benutzte man über lange Zeit den Slogan „Schön, Schöner, Schöningen“. In Schöningen und seiner Umgebung, wie z. B. Esbeck, wurde von vielen älteren Einwohnern noch eine Variante des Plattdeutschen gesprochen, die aber mittlerweile kaum mehr zu hören ist. Dies ist auch in der umfangreichen Zuwanderung nach dem Zweiten Weltkrieg begründet.

### Schloss

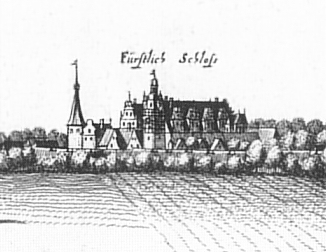
Schloss Schöningen auf einem Merian-Stich von 1654

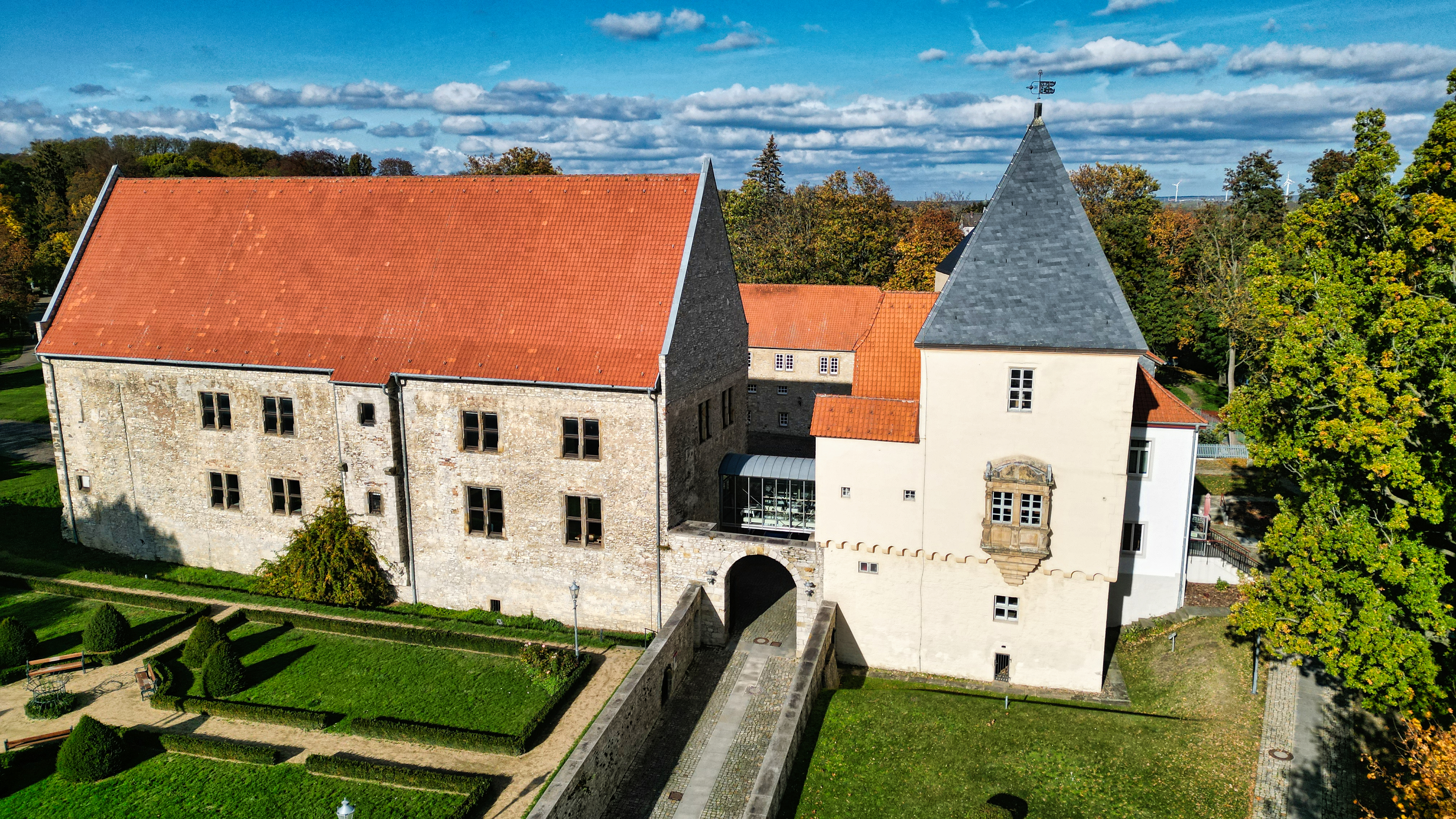
Schloss Schöningen heute

Der Schlossbau geht auf den Welfenherzog Magnus zurück, der hier um 1350 ein Jagdschloss errichten ließ. Es diente gleichzeitig als Grenzfeste zu den Gebieten der Bischöfe von Halberstadt und Magdeburg. Die Anlage nahm Schaden, als der Schmalkaldische Bund gegen Herzog Heinrich den Jüngeren in einen Religionskrieg zog. Das Schloss wurde später in ein Wohngebäude umgebaut und diente zwischen 1568 und 1659 drei Braunschweiger Herzoginnen, Sophia Jagiellonica (Sophie Jagiello), Elisabeth von Dänemark und Anna Sophia von Brandenburg, als Witwensitz. Um 1644 lebte und starb hier Annas Schwester Katharina von Brandenburg. Die Schlossanlage gehörte zu den prunkvollsten Gebäuden nahe dem Elm. Sie diente den Welfenherzögen mit ihrer Residenz in Wolfenbüttel und ihrem Gefolge oft als Unterkunft bei Treibjagden im Elm. Bei einer Jagd sollen sie mit 3000 Treibern in den Elm gezogen sein. Am 25. Januar 1681 heiratete Elisabeth Eleonore von Braunschweig-Wolfenbüttel hier Herzog Bernhard I. von Sachsen-Meiningen. 1733 übernachtete der preußische Kronprinz Friedrich – der spätere König Friedrich der Große – hier bei der Anreise zu seiner Hochzeit mit Elisabeth Christine von Braunschweig-Wolfenbüttel-Bevern im Schloss Salzdahlum.

### Kloster Stift St. Lorenz

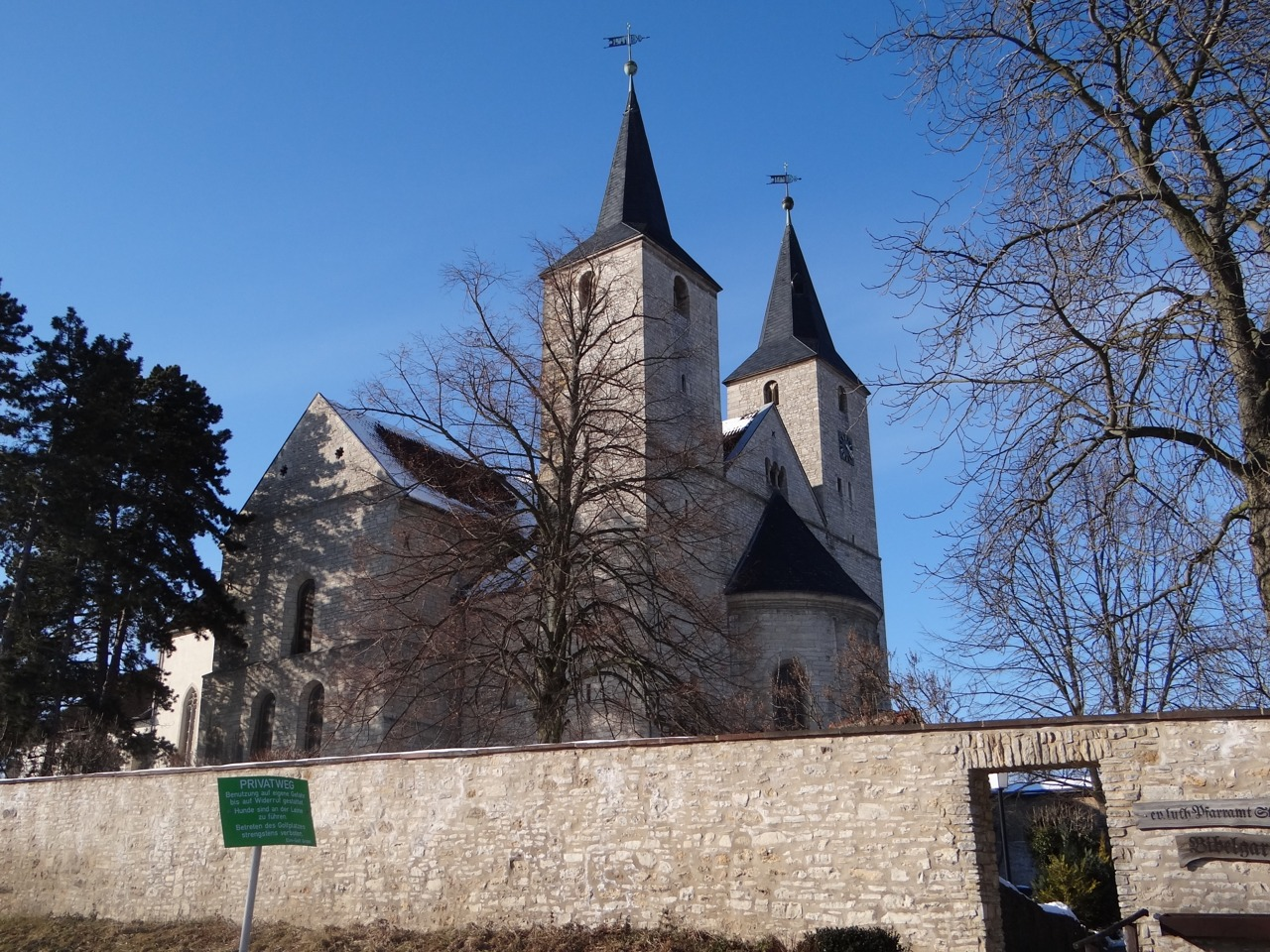
St.-Lorenz-Kirche

Die Kirche St. Lorenz geht aus einem 1120 von Bischof Reinhard von Halberstadt als Augustiner-Chorherren-Stift gegründeten Kloster hervor. In der ersten Hälfte des 15. Jahrhunderts wurde der Hauptschiff völlig zerstört.
Es entstand eine behelfsmäßige Ergänzung im spätgotischen Stil, bei der die beiden romanischen Osttürme ihre gotischen Spitzen erhielten. Seit der Säkularisation 1648 wird das Kirchengebäude von der evangelisch-lutherischen Gemeinde in Schöningen genutzt. Die Baugeschichte der Kirche ist nicht vollständig bekannt. Dazu fanden von 1992 mit Unterbrechungen bis 2003 archäologische Untersuchungen statt. Dabei wurden zwischen romanischen Mauern Fundamente festgestellt, die älteren Datums sind. Seit langem wird in Schöningen eine im 8. Jahrhundert bestehende Pfalz der Karolinger als Vorposten gegen die Slawen im Osten vermutet.

### Forschungsmuseum Schöningen

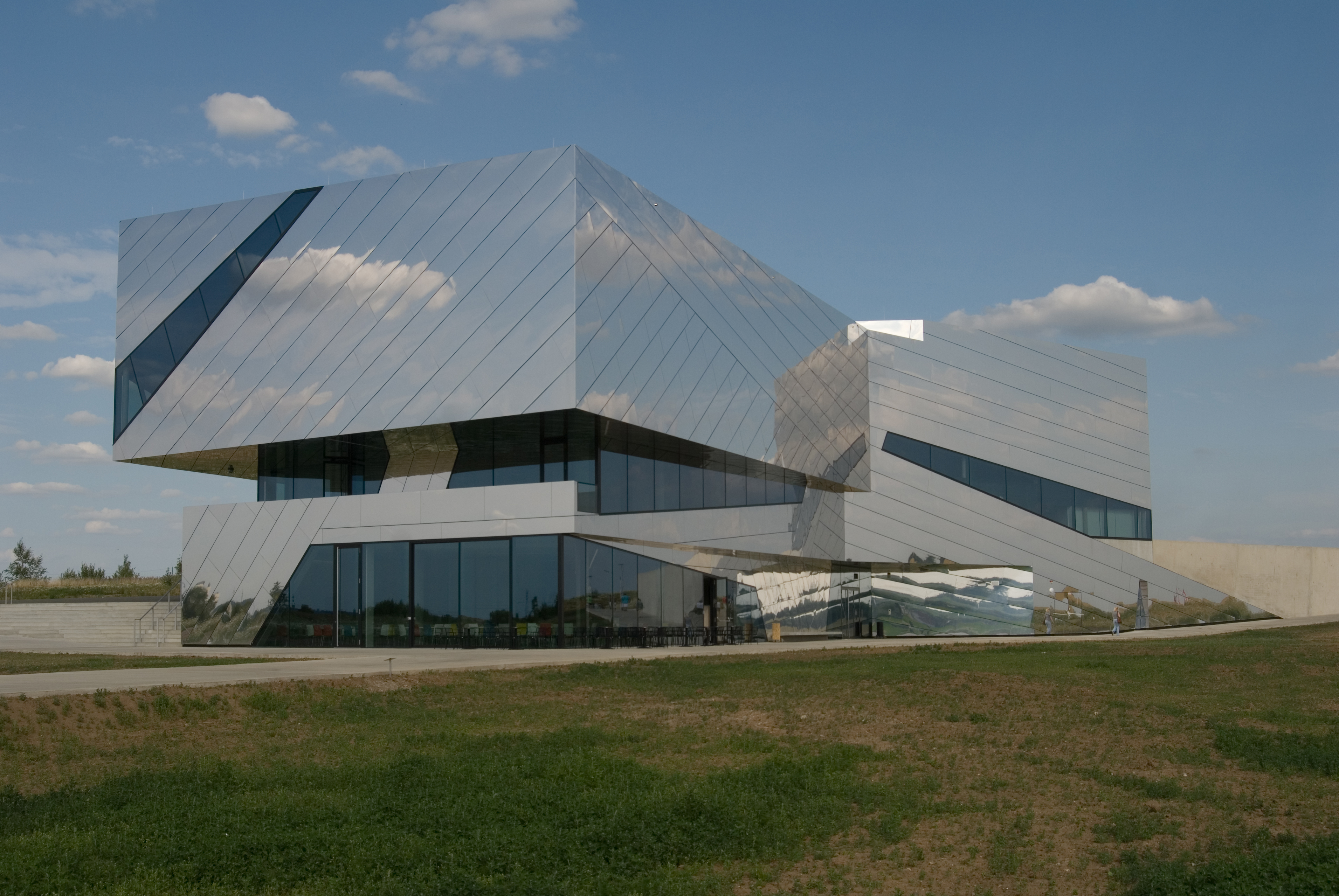
Forschungsmuseum

Das unweit der Fundstelle der Schöninger Speere gelegene Museum, das 2013 als paläon eröffnet wurde, widmet sich der interdisziplinären Erforschung der Schöninger Fundstellen sowie der pleistozänen Archäologie im früheren Braunkohletagebau. Es präsentiert in einer erlebnisorientierten Ausstellung die originalen Funde. Der transparente Forschungs- und Laborbereich sowie ein interaktives Besucherlabor sollen die Bereiche Forschung und Museum verknüpfen. Landschaftsbiotope, darunter eine Weide mit Wildpferden, veranschaulichen auf dem 34 Hektar großen Außengelände typische Pflanzengesellschaften der Warmzeit. Der Ort ist als außerschulischer Lernort anerkannt.
Das paläon ging am 1. Juli 2019 nach Verlusten in Millionenhöhe in die Verantwortung des Niedersächsischen Landesamtes für Denkmalpflege über.

### Alte Feuerwache

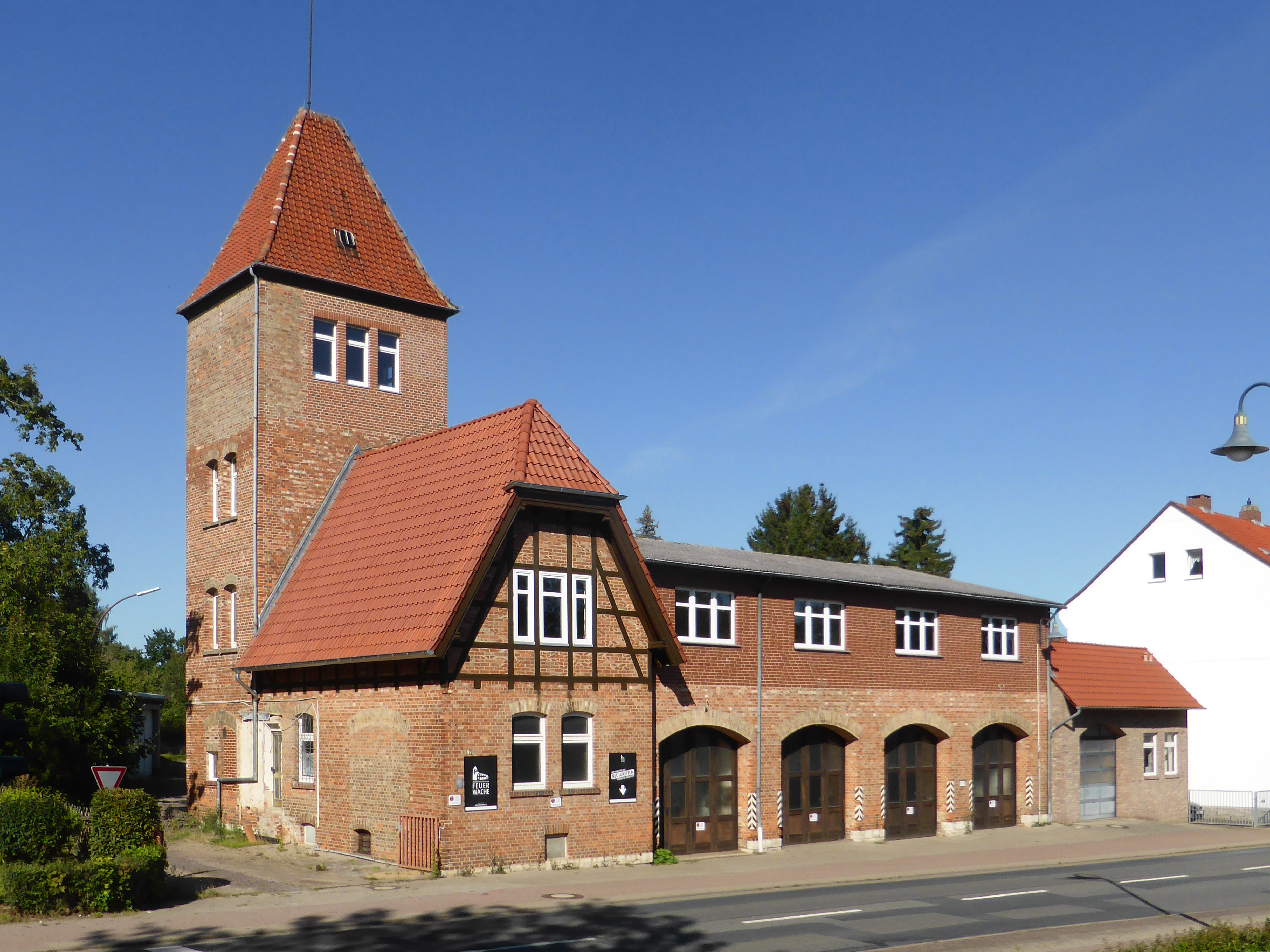
Alte Feuerwache (2023)

Die gegenüber dem Schloss Schöningen liegende Feuerwache von 1907 wurde 2019 zu einer Kaffeerösterei mit Café umgebaut. Die Feuerwehr zog am 8. November 2014 feierlich in neue Räumlichkeiten. Die alte Feuerwache musste aus Platzgründen aufgegeben werden.

### Sport
In Schöningen existieren mehrere Sportvereine, die hauptsächlich Breitensport betreiben. Bekannteste Vereine sind der FC Schöningen 08, dessen erste Fußballmannschaft 13 Jahre lang in der höchsten niedersächsischen Amateurliga gespielt hat, und der Turnclub Schöningen (TC), der einer der größten ortsansässigen Sportvereine ist. Die international bekannte Formation „Imagination“ startet seit 2005 für den TC erfolgreich in der 1. Bundesliga Jazz und Modern Dance im Deutschen Tanzsportverband und ist seit 2008 international erfolgreich.
Neben dem größeren Elmstadion können noch mehrere Hallen genutzt werden. Zusätzlich ist ein Schwimmbad vorhanden, das Badezentrum Negenborn. Im Norden der Stadt liegt am St.-Lorenz-Kloster ein Golfplatz.
Der MTV Schöningen von 1861 ist mit 153 Jahren der älteste und größte Turnverein der Stadt und einer der ältesten Sportvereine im ehemaligen Herzogtum Braunschweig. Als Breitensportverein mit 1036 Mitgliedern (Stand: Juni 2014) bietet er 26 Sport- und Freizeitangebote. Neben den bekannten klassischen Sportangeboten wie Leichtathletik, Tennis, Turnen, Gymnastik, Tanzen, Handball, Judo, Ju-Jutsu, Radsport und Volleyball sind auch Gesundheits- und Freizeitsportangebote vertreten. Der MTV Schöningen ist ein vom Deutschen Turner-Bund zertifizierter Sportverein mit dem Qualitätsindex „Pluspunkt Gesundheit“ sowie ein anerkannter Sportverein für den REHA-Sport. Darüber hinaus bietet er Gesundheits- und Fitnessprogramme an. Der Verein verfügt über eine etwa 1,5 ha große Sportanlage mit vier Tennisplätzen, Laufbahnen, Weitsprunganlage, Hartplatz und einer Beachvolleyballanlage sowie einem etwa 150 m² großen Übungsraum.

### Medien
In Schöningen wird seit 2013 das populäre Special-Interest-Printmagazin „Neon Zombie – Das Magazin für phantastisches Kino und filmische Popkultur!“ publiziert und weltweit vertrieben. Die lokale Berichterstattung wird von der Braunschweiger Zeitung als auch dem Helmstedter Sonntag übernommen. Letztere ist eine durch Anzeigen finanzierte Wochenzeitung.

### Musik
Seit 2017 veranstaltet der gebürtige Schöninger Fabian Riaz, Teilnehmer an The Voice of Germany und All together now, jährlich das Riaz and Friends-Konzert (mit Unterbrechung während der Covid-19-Pandemie) in der Stadt. Regelmäßige Gastkünstler sind The Voice-Siegerin Jamie-Lee Kriewitz, DSDS-Sieger Sem Eisinger sowie The Voice-Finalist Ayke Witt.

## Wirtschaft und Infrastruktur

### Ansässige Unternehmen
In Schöningen hat die Bankhaus Rautenschlein AG ihren Sitz, eine auf den Agrar- und Landwirtschaftssektor spezialisierte Privatbank.

### Öffentliche Einrichtungen
1998 wurde im Stadtgebiet die Abfallverwertungsanlage Helmstedt in Betrieb genommen.
Bis 1973 hatte Schöningen ein eigenes Amtsgericht. Seit dem 1. Juli 1973 gehört es zum Zuständigkeitsbereich des Amtsgerichts Helmstedt.
Der Bundesnachrichtendienst (BND) betreibt in Schöningen eine Außenstelle zur Fernmeldeaufklärung.

### Schulen
In der Stadt Schöningen gibt es die Schulformen der Primarstufe sowie der Sekundarstufen I und II (Grund-, Haupt-, Realschule, Gymnasium). Dazu zählt das Gymnasium Anna-Sophianeum. Die Förderschule Comeniusschule ist in den Helmstedter Stadtteil Büddenstedt umgezogen.

### Jugendherberge

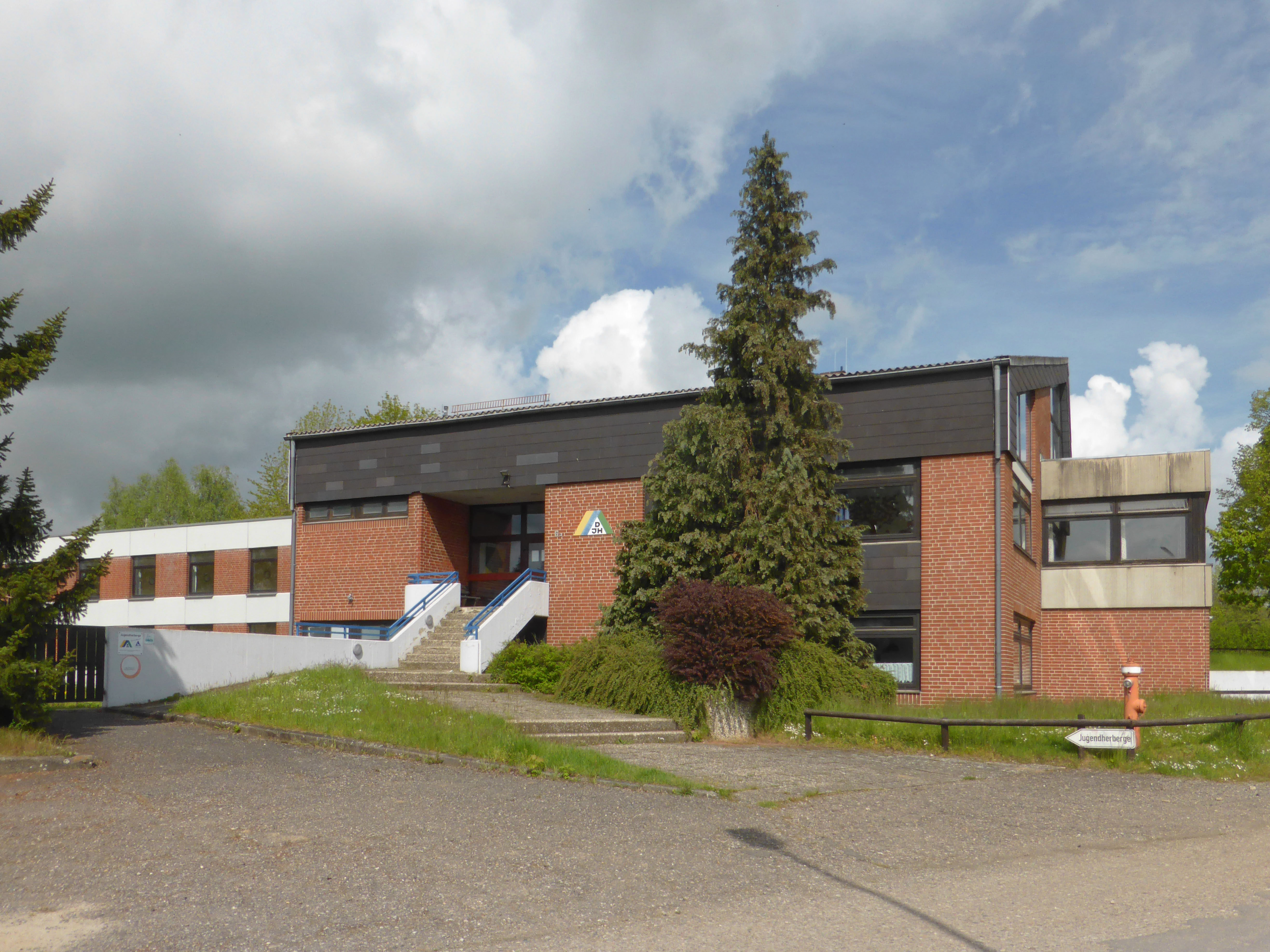
Jugendherberge

Eine Jugendherberge des Deutschen Jugendherbergswerkes befindet sich westlich der Stadt, am Rand des Elms gelegen. Die zu ihr führende Straße ist nach Richard Schirrmann, dem Gründer des Deutschen Jugendherbergswerkes, benannt. Bereits 1935 entstand die erste Jugendherberge in Schöningen, 1975 wurde daneben die heutige Herberge errichtet. Am 28. September 1975 war ihre offizielle Eröffnung. Im Gebäude der ersten Herberge befand sich danach einige Zeit die Gaststätte Elmstübchen.
Verstärkt durch die COVID-19-Pandemie und hohe Umsatzeinbußen schloss das Deutsche Jugendherbergswerk die defizitär laufende Jugendherberge 2020. Seither beabsichtigt die Stadt Schöningen den Verkauf.

### Verkehr

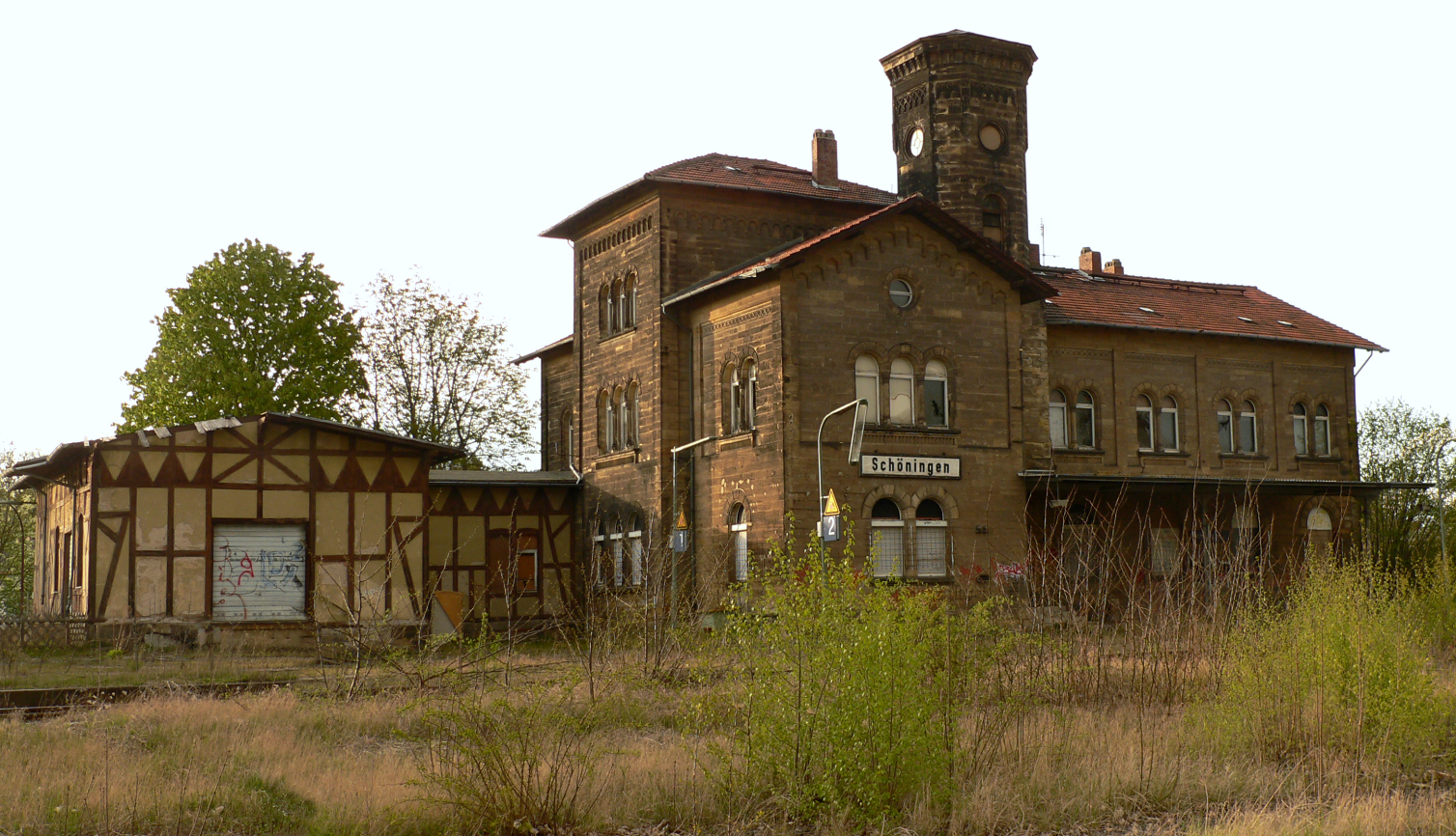
Ehemaliger Bahnhof Schöningen

Über die Bundesstraße 244 in Fahrtrichtung Helmstedt hat die Stadt Schöningen Anschluss an die A 2 (Hannover–Berlin). Des Weiteren beginnt die Bundesstraße 82, die durch den Harz bis zur Anschlussstelle Rhüden an der Bundesautobahn 7 (Hannover–Kassel) führt, am Stadtrand von Schöningen. Durch Schöningen führt auch die Deutsche Ferienroute Alpen–Ostsee.
Der Bahnhof Schöningen war über die Bahnstrecke Jerxheim–Helmstedt, die Bahnstrecke Braunschweig–Schöningen und die Bahnstrecke Eilsleben–Schöningen, der Bahnhof Schöningen Süd über die Bahnstrecke Oschersleben–Schöningen erreichbar. Alle diese Bahnstrecken sind stillgelegt. Im Dezember 2007 fuhr der letzte Zug vom Bahnhof Schöningen ab.